# 什玲镇
什玲镇，是中华人民共和国海南省保亭黎族苗族自治县下辖的一个乡镇级行政单位。

## 行政区划
什玲镇下辖以下地区：
什玲村、椰村、介村、坚固村、水尾村、大田村、排寮村、巡亲村、毛定村、毛天村、八村和抄赛村。